# 司馬初
司馬初（1513年—？），字元甫，号蕺山，浙江紹興府會稽縣人，儒籍，明朝政治人物。

## 生平
嘉靖三十一年（1552年）壬子科浙江鄉試第六十一名。嘉靖三十二年（1553年）聯捷癸丑科進士。兵部观政，授湖廣巴陵縣知縣，卒。

## 家族
曾祖司馬壇；祖父司馬公鞼，贈刑部主事；父司馬相，福建按察司僉事。母趙氏（封安人）。弟司馬祉，萬曆二年進士；弟司馬禄、司馬法、司馬正，俱生员；司馬牧、司馬吉、司馬禮。
子司馬時、司馬晰、司馬明。司馬晰遷居山西夏縣，中式萬曆初解元。